# Benjamin Hederich
Benjamin Hederich, nom latinisé en Benjaminus Hedericus, est un professeur et lexicographe allemand de Saxe, né à Geithain le 12 décembre 1675 et mort le 18 juillet 1748 à Großenhain. 

## Biographie
Fils de pasteur, Hederich effectue ses études au collège Saint-Augustin de Grimma puis à l'université à Leipzig et à Wittenberg, où il obtient sa maîtrise en 1696. Après six années comme précepteur à Wittenberg, il enseigne le latin et le grec à partir de 1702 à l'école du monastère Kloster Berge près de Magdebourg, puis de 1705 à sa mort au collège de Großenhain, dont il devient recteur. 
Il publie des ouvrages à usage scolaire, des dictionnaires et des manuels de grec et de latin ; son Græcum lexicon manuale publié en 1722 et réimprimé un grand nombre de fois (avec la révision et les ajouts de Johann August Ernesti en 1767), a été très en vogue dans les écoles d'Allemagne et d'Angleterre. Son guide des sciences historiques, Anleitung zu den fürnehmsten historischen Wissenschaften publié en 1711, est l'un des jalons importants dans l'élaboration de la terminologie des sciences auxiliaires de l'histoire en allemand. Goethe et Kleist ont utilisé son encyclopédie de la mythologie grecque et romaine, Gründliches mythologisches Lexikon, publiée en 1724,.
Hederich a également publié en 1711 à Dresde une édition d'Empédocle, avec les commentaires de Tertullien : Sphaera Empedoclis, notis suis, tum Q. Septimii Florentis christiani, illustrata, ad orationes de astronomiae instauribus (texte en grec ancien avec commentaire en latin),.

## Œuvres (sélection)
- Anleitung zu den fürnehmsten historischen Wissenschaften, Leipzig, 1711 Lire en ligne.
- Notitia Auctorum antiqua et media, Leipzig, 1714 Lire en ligne.
- Lexicon manuale graecum, Leipzig, Johann Friedrich Gleditsch fils, 1722.
- Gründliches mythologisches Lexikon, Leipzig, 1724 :  encyclopédie de mythologie ; réédition en 1741 à Leipzig Lire en ligne.
- Progymnasmata linguae Graecae, Leipzig, 1728.
- Promtuarium Latinitatis probatae et exercitatae : oder Vollständigstes Teutsch-Lateinisches Lexicon, Leipzif, 1729.
- Lexicon manuale latino-germanicum, Leipzig, 1739 ; seconde édition en 1766 en 2 vol.